# Нова Весь-Мальборська
Нова Весь-Мальборська (пол. Nowa Wieś Malborska, нім. Tessendorf) — село в Польщі, у гміні Мальборк Мальборського повіту Поморського воєводства.
Населення — 1000 осіб (2011).
У 1975-1998 роках село належало до Ельблонзького воєводства.

## Демографія
Демографічна структура станом на 31 березня 2011 року:
|          | Загалом | Допрацездатний вік | Працездатний вік | Постпрацездатний вік |
| -------- | ------- | ------------------ | ---------------- | -------------------- |
| Чоловіки | 499     | 129                | 345              | 25                   |
| Жінки    | 501     | 111                | 316              | 74                   |
| Разом    | 1000    | 240                | 661              | 99                   |